# Чжан Сі
Джанг Сі (кит.: 张希 Zhāng Xī, 19 квітня 1985) — китайська пляжна_волейболістка, олімпійська медалістка, чемпіонка світу та призерка чемпіонатів світу, чемпіонка Азійських ігор.  
Усі свої титули Чжан здобула в парі з Сюе Чень. 

## Виступи на Олімпіадах
| Олімпіада  | Дисципліна       | Місце |
| ---------- | ---------------- | ----- |
| Пекін 2008 | пляжний волейбол | 3     |